# Edward Phillips
Edward Phillips est un littérateur anglais, neveu de John Milton, né à Londres en 1630 ; on ignore la date de sa mort.
Milton dirigea sa première éducation et fit, croit-on, beaucoup d’additions et de corrections à son principal ouvrage, qui a pour titre : Theatrum poetarum ou Recueil complet des poètes les plus éminents de tous les siècles (Londres, 1675).
Outre ce livre, dans lequel on trouve des jugements critiques très-remarquables pour le temps, on lui attribue divers ouvrages, entre autres : Nouveau monde des mots anglais ou Dictionnaire général (Londres, 1657, in-fol.) ; Tractatus de modo et ratione formandi voces derivatas latinæ linguæ (1684, in-4°); Speculum linguæ latinæ, (1684, in-4°), etc.

## Source
- « Edward Phillips », dans Pierre Larousse, Grand dictionnaire universel du XIXe siècle, Paris, Administration du grand dictionnaire universel, 15 vol., 1863-1890 [détail des éditions].